# Improved Sound Limited
"Improved Sound Limited" é uma banda alemã formada em 1961 e afiliada ao gênero krautrock.
O início da banda ocorreu ainda na escola, em Nuremberg, como uma banda jovem de estudantes e sob o nome "Pyjamas Skiffle Group". De 1964 a 1966, o nome da banda mudou para "Blizzards", período no qual o grupo acompanhou o cantor pop Roy Black durante 33 shows. O nome atual "Improved Sound Limited" surgiu no ano de 1966 e permaneceu, exceto por um breve período, durante 1976, quando a gravadora CBS os convenceu a se chamar "Condor".
A banda especializou-se em fazer trilhas sonoras para séries televisivas alemãs e também para os filmes dos diretores alemães Michael Verhoeven e Wim Wenders.

## Integrantes
- Johnny Fickert (vocais, sax alto, flauta, percussão), falecido em outubro de 2009.
- Axel Linstädt (composição, guitarras, teclados, vocais)
- Uli Ruppert (baixo)
- Rolf Gröschner (bateria)
- Bernd Linstädt (letras)

## Discografia

### 45'
- 1966: It Is You / We Are Alone (Polydor)
- 1969: Sing Your Song / Marvin Is Dead (Polydor)
- 1969: Hoppe hoppe Reiter / I'm Exhausted (Cornet)
- 1970: Oedipus / Where Will The Salmon Spawn (United Artists)
- 1976: Trilha Sonora de Kings of the Road (Filmverlag der Autoren)

### LP
- 1969: Engelchen macht weiter-hoppe hoppe Reiter (Cornet)
- 1971: Improved Sound Limited (LibertyLBS)
- 1973: Catch A Singing Bird On The Road (CBS)
- 1976: Rathbone Hotel (CBS)

### CD
- 2001: Improved Sound Limited (Long Hair Music)
- 2001: Catch A Singing Bird On The Road (Long Hair Music)
- 2002: Rathbone Hotel (Long Hair Music)
- 2002: Road Trax (Long Hair Music)
- 2003: The Final Foreword (Long Hair Music)
- 2004: Box de 6 CDs: The Ultimate Collection (Long Hair Music)